# أوراق السيلولويد

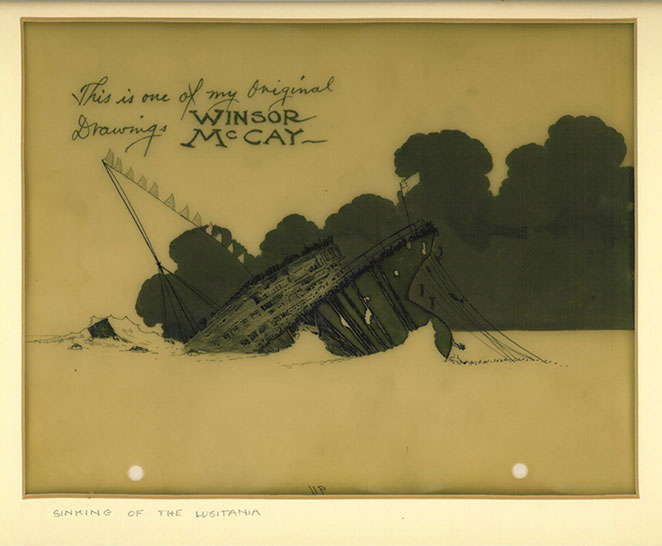

أوراق السيلولويد (CEL بالإنجليزية) هي أوراق شفافة يرسم عليها رساموا الرسوم المتحركة الشخصيات أو الأشياء المتحركة الأخرى. يتم استعمال أوراق السيلولويد في الرسوم المتحركة التقليدية (التي ترسم باليد). تم استعمال أوراق سيليويد مكونة من النيتروسيليوز والكافور في أوائل القرن العشرين، لكن لأنها كانت سريعة الاشتعال تم استبدالها بأخرى مصنوعة من أسيتات السيليلوز. مع تقدم تقنيات الكمبيوتر أصبح بالإمكان رسم الرسوم المتحركة بالكمبيوتر، وتم الاستغناء عن أوراق السيليلويد في الرسوم المتحركة الأمريكية. ديزني استغنت عن أوراق السيليلويد تماماً في عام 1990م واستبدلتها بالكمبيوتر. بالنسبة للأنمي الياباني تم الإستغناء عن اوراق السيلولويد مطلع القرن الواحد والعشرين، استيدو Toei على سبيل المثال استغنى عنها في عام 2002.